# Praktbrednäbbar
Praktbrednäbbar (Eurylaimidae) är en familj med små tättingar. Alla arter i familjen förutom en förekommer från östra Himalaya och österut till Sumatra och Borneo. En art, albertinebrednäbben, hittas i Afrika.

## Utseende
Praktbrednäbbar mäter från 13 till 28 centimeter på längden. Merparten är kraftfullt färgade och de förekommer i täta trädkronor i fuktiga skogar, vilket gör att de är skyddade trots sina färggranna fjäderdräkter. Näbben hos arterna är, precis som namnet antyder, bred, platt och nedåtkrök.

## Ekologi
Praktbrednäbbar är till största delen insekts- och köttätare. Födan består av insekter, spindlar, tusenfotingar men även mindre ödlor och trädgrodor. Flygande insekter fångas i luften under upprepade korta, snabba flygturer ifrån en och samma utgångspunkt, på samma sätt som flugsnapparna. De plockar även byten ifrån blad och grenar i flykten. Vissa arter äter även frukt medan albertinebrednäbben (Pseudocalyptomena graueri) är fruktätare som bara tar en mindre mängd insekter.
De lever oftast i flockar, ofta i grupper om 20 individer. Boet, som är pungformat, ofta med en lång svans av fibrer, fästs vid hängande klätterväxter. Detta kamouflerar boet som ser ut av att vara slumpmässigt växtmaterial som fastnat i trädet, en effekt som förstärks ytterligare av brednäbbarna täcker boet med lavar och spindelnät.. De lägger vanligtvis två till tre ägg.

## Systematik
Tidigare samlades alla brednäbbar i familjen Eurylaimidae. Genetiska studier visar dock att de inte varandras närmaste släktingar i förhållande till asiterna på Madagaskar och den sydamerikanska sapayoan. Idag har därför två släkten med sammanlagt sex arter brutits ut till den egna familjen grönbrednäbbar (Calyptomenidae), varvid familjen Eurylaimidae blev tilldelad ett nytt svenskt trivialnamn, praktbrednäbbar.

### Släkten och arter i familjen
Eurylaimidae i sin begränsade form består av sex släkten med sammanlagt tio arter:
- Släkte Pseudocalyptomena
  - Albertinebrednäbb (Pseudocalyptomena graueri)
- Släkte Corydon
  - Mörk brednäbb (Corydon sumatranus)
- Släkte Psarisomus
  - Långstjärtad brednäbb (Psarisomus dalhousiae)
- Släkte Sarcophanops
  - Mindanaobrednäbb (Eurylaimus steerii)
  - Samarbrednäbb (Eurylaimus samarensis)
- Släkte Eurylaimus
  - Svartgul brednäbb (Eurylaimus ochromalus)
  - Bandad brednäbb (Eurylaimus javanicus)
- Släkte Cymbirhynchus
  - Svartröd brednäbb (Cymbirhynchus macrorhynchos)
- Släkte Serilophus
  - Gråtyglad brednäbb (Serilophus rubropygius)
  - Silverbröstad brednäbb (Serilophus lunatus)